# Lichnov (ort i Tjeckien, lat 50,01, long 17,63)
Lichnov är en ort i Tjeckien. Den ligger i den östra delen av landet, 230 km öster om huvudstaden Prag. Lichnov ligger 397 meter över havet och antalet invånare är 1 088.
Terrängen runt Lichnov är kuperad västerut, men österut är den platt. Runt Lichnov är det ganska glesbefolkat, med 31 invånare per kvadratkilometer. Närmaste större samhälle är Krnov, 10,6 km nordost om Lichnov. Omgivningarna runt Lichnov är en mosaik av jordbruksmark och naturlig växtlighet.